# Un temporale
Un temporale è un singolo del rapper e cantautore italiano Ghemon, pubblicato il 1º settembre 2017 dalla Macro Beats e distribuito in download digitale dalla A1 Entertainment. Anticipò l'uscita del quinto album in studio Mezzanotte, messo sul mercato ventuno giorni dopo.
Fu la prima canzone del disco a essere realizzata e l'artista ne curò non soltanto il testo ma anche la musica; nella scrittura dei versi si ispirò alla difficile situazione psicologica nella quale si trovava in quel periodo, ponendola in analogia con un temporale. Dal suo lancio sul mercato, il brano venne positivamente accolto dal pubblico e dalla critica e valse al suo autore il primo disco d'oro a novembre 2018. Frank Siciliano e Matteo Bombarda diressero il videoclip ufficiale, pubblicato sul canale YouTube dell'etichetta discografica il 18 settembre dello stesso anno.

## Composizione e registrazione
All'inizio del 2016 Ghemon, dopo aver festeggiato il capodanno nella natia Avellino, tornò a Milano con la decisione di provare ad abbozzare alcuni pezzi «col computer e una piccola tastiera», sebbene avesse poca dimestichezza con lo strumento, avendo al più «strimpellato con il [...] Rhodes». Ma, come egli raccontò:
Dopo alcune prove, il 15 gennaio scrisse la melodia di quello che sarebbe diventato Un temporale, «un blues rabbioso» e «un grido a cui [avrebbe] sempre voluto dare sfogo [...] così spaventoso» che lo spinse al pianto. Fu pertanto il primo pezzo di Mezzanotte a essere composto e rappresentò per l'artista un distanziamento dalla produzione dei precedenti album, nei quali erano primariamente i produttori e i musicisti a elaborare le basi strumentali.
Come poi raccontato dal cantante a Gabriele Senatore di Ondarock, fu anche il brano che meglio definì la tematica della depressione, alla base dell'opera. Egli infatti scoprì di soffrire del disturbo «nel momento preciso – o poco dopo – che ho scritto Un temporale. [...] È stata una sensazione che già conoscevo da tempo, ma non avevo mai chiamato con quel nome finché non mi è stata indicata esplicitamente da un medico e allora ho capito di cosa si trattava. La scrittura in qualche modo ne ha risentito, ma forse mai in una maniera lamentosa, al limite rabbia, forza, voglia di farcela a superare questi momenti di merda.»
Per questo motivo la composizione fu la più ardua da realizzare, in quanto «si porta dietro tantissime emozioni diverse», nonché la più personale dal punto di vista dell'accompagnamento, che testimonia il fatto che «sia Gianluca che Ghemon sono cresciuti, più adulti» attraverso anche una marcata ibridazione tra rap e cantato. Oltre a Ghemon, contribuirono alla stesura del pezzo Roberto Dragonetti e Raffaele Scogna, che realizzarono l'accompagnamento in chiave di Si minore e con un tempo di 101 battiti per minuto.
Le sessioni di registrazione vennero condotte presso le Officine Meccaniche di Milano, con eventuali sovra-incisioni condotte invece al Red Bull Studio Mobile, da Ghemon e il suo gruppo di supporto per i concerti dal vivo, Le Forze del Bene, assieme al quale furono eseguite anche le altre tracce di Mezzanotte.

## Pubblicazione
Proprio per il suo contenuto fortemente personale, Un temporale venne scelta come singolo anticipatore per Mezzanotte:
Ghemon cercò di portarla in anteprima assoluta e di eseguirla in seno al Festival di Sanremo 2017, ma «dissero che non l’avrebbero nemmeno ascoltata». Il pezzo venne dunque presentato da Nikki il 31 agosto di quello stesso anno nel corso del programma radiofonico di Radio Deejay Tropical Pizza, per poi venir distribuito ufficialmente come singolo il giorno dopo da Macro Beats attraverso A1 Entertainment, in formato digitale. Secondo EarOne, esordì come brano in lingua italiana più in alto della classifica dei singoli maggiormente suonati dalle emittenti radiofoniche ed entrò nella top ten delle canzoni indipendenti più trasmesse. Nel novembre 2018, 43 settimane dopo la sua pubblicazione, venne certificato disco d'oro dalla FIMI.

## Video musicale
Il videoclip del brano venne pubblicato il 18 settembre 2017 sul canale YouTube ufficiale della casa discografica. Diretto da Matteo Bombarda e Frank Siciliano (che si firmò con il suo vero nome, Matteo Podini) e prodotto da Undervilla e Frame24, conosciuti anche come Framevilla, presenta una versione del singolo ridotta a tre minuti e ventisei secondi.
Nel video, Ghemon canta la canzone legato a una sedia con dei lividi sul volto e del sangue sulla maglietta; ad un certo punto si spinge all'indietro, lasciandosi cadere sul tappeto. Segue la sequenza di una ragazza immersa in una vasca da bagno in cui galleggiano sull'acqua molteplici foglietti d'argento; la pelle di lei è ricoperta di versi e titoli estrapolati da pezzi di album precedenti del cantante, tra cui si riconoscono quelli di Grande (da La rivincita dei buoni), Cielo di cemento, Goccia a goccia, Indeciso, Sogni, Se adesso te ne vai (da E poi, all'improvviso, impazzire), Fino all'alba (di Kiave e Macro Marco dall'EP Fuori da ogni spazio ed ogni tempo), Quando tutto cade, Fantasmi pt. 2 (da Qualcosa è cambiato - Qualcosa cambierà Vol. 2), Fuoriluogo ovunque e Veleno (da  ORCHIdee). A ciò si inframmezzano altre scene in cui Ghemon canta in una stanza bianca o in ombra dietro a un pannello trasparente e bagnato (insieme a una figura femminile), gioca a scacchi in un salotto in penombra contro un avversario invisibile (che muove i pezzi bianchi) e si trova nella vasca colma d'acqua con i fogli d'argento, sorseggiando una bevanda da un bicchiere che una donna dall'abito nero elegante aveva riempito fino a farne traboccare il contenuto. Infine, quest'ultima è presente in una scena in cui siede su una poltrona illuminata da due grandi abat-jour, accanto alla ragazza dal corpo tatuato (coperta da un unico asciugamano bianco), e regge un ombrello aperto sul capo.

## Accoglienza

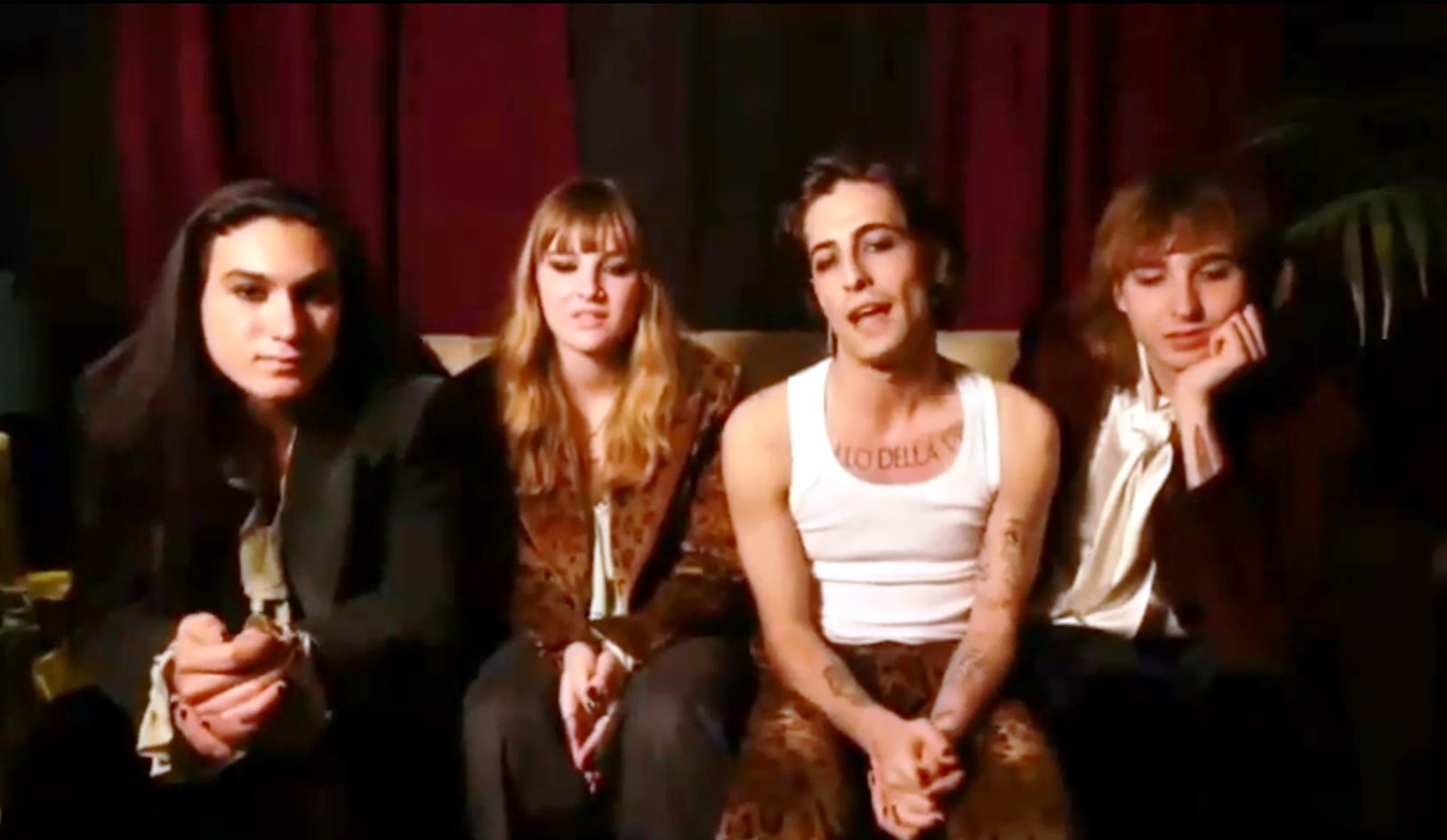
Per l'undicesima edizione del talent show musicale X Factor, il gruppo Måneskin re-interpretò Un temporale, ottenendo un riscontro positivo presso tutti i giudici

Il singolo venne accolto positivamente dalla critica musicale. Leonardo Stenta di Ondarock, nella recensione dedicata a Mezzanotte, scrisse che esso ha un ritornello dalla «presa infettiva» e si aggrappa «presto alle orecchie già dai primi ascolti, godendo di una maggiore presenza canora, a discapito del flow».
Marco Carboni, del portale Hip Hop Rec, lo confrontò al precedente Adesso sono qui, estratto da ORCHIdee del 2014: «I due singoli [...] hanno tantissimo in comune, soprattutto dal punto di vista letterale e melodico, ma riescono ad evocare due sentimenti agli antipodi. Mentre tre anni fa l’arrivo era astratto e il "qui" del suo adesso era una libertà completa dalla paura e dai propri fantasmi, ora la risposta alla domanda "vuoi sapere adesso dove sono" è "un temporale". [...] Il "male" del quale è difficile sbarazzarsi, simboleggia appunto questa pioggia formata dall’ennesima transizione mista a paure ed insicurezze, dove solo il talento ed il sacrificio possono fungere da ombrello».
Mauro Abbate di Notizie Musica indicò la canzone tra i migliori cinque pezzi di Ghemon, con la quale dimostra di essere un «ottimo cantante» in grado di produrre «un pezzo che guarda al passato, sia al rhythm and blues degli anni duemila che al soul ancora più vintage, anni settanta». Anche la redazione del webzine La Casa del Rap la trovò complessivamente una traccia «bellissima», seppur troppo lunga.

## Tracce
Musica di Ghemon, Roberto Dragonetti e Raffaele Scogna, testo di Ghemon.
1. Un temporale – 4:08

## Formazione
Musicisti
- Ghemon – voce, coro
- Le Forze del Bene:
  - Christian Lavoro – chitarra elettrica[5]
  - Raffaele Scogna – tastiere, sintetizzatori[5]
  - Roberto Dragonetti – basso elettrico[5]
  - Teo Marchese – batteria[5]

Produzione
- Gilmar - Deus ex machina[N 2][5]
- Tommaso Colliva – produttore artistico, ingegnere del suono, programmatore[5]
- Andrea Sologni – ingegnere del suono[5]
- Carlo Zollo – ingegnere del suono[5]
- Fabio Senna – ingegnere del suono[5]
- Giovanni Versari – addetto al mastering[5]
- Marco Losso – produttore esecutivo[5]
- Corrado Grilli – copertina[5]